# طومي كاش
طومي كاش (بالإنجليزية: Tommy Cash)‏ (و. 1940 – م) هو مغن، ومغن مؤلف، ومنسق موسيقى من الولايات المتحدة الأمريكية ولد في دايسس. هو الأخ الأصغر لنجم الكانتري جوني كاش.

## السيرة
ولد كاش في دايس، أركنساس، وهو الأصغر من أربعة أبناء وثلاث بنات من أطفال راي وكاري كاش، وهو أصغر من شقيقه جوني بثمان سنوات. وشكل أول فرقة له في المدرسة الثانوية. دخل الجيش بعد أن تخرج من المدرسة الثانوية، وعمل كمشغل أغاني على شبكة راديو القوات الأمريكية.
بعد الجيش، غنى كاش مع هانك ويليامز الابن، وبعد ذلك وقع عقد تسجيل مع سجلات ميوزيكور في عام 1965. وانضم بعد عام إلى تسجيلات يونايتد أرتيستس وكانت أغنية The Sounds of Goodbye هي الوحيدة له على هذه العلامة التي تدخل قائمة بيلبورد لأغاني الريف، حيث وصلت للمركز 41 في عام 1968.
وقع بعدها عقدا مع إبك ريكوردز عام 1969، وحقق أكبر نجاح له في أواخر تلك السنة، وهي أغنية Six White Horses والمهداة لجون وروبرت كينيدي ومارتن لوثر كينغ. وسجل في السنة التالية أغنيتين وصلت المراتب العشرة الأوائل، "One Song Away" و "Rise and Shine"، من تأليف كارل بيركنز.

## اهتمامات أخرى
طومي كاش هو سمسار عقارات مرخص في ولاية تينيسي، وهو وكيل مع شركة كري-ليك للخدمات العقارية في ناشفيل. وكان وكيلا مدرجا لبيع منزل جوني كاش في هندرسونفيل، بعد أن توفي هو وزوجته جون كارتر في عام 2003.

## وصلات خارجية
- طومي كاش على موقع IMDb (الإنجليزية)
- طومي كاش على موقع ميوزك برينز (الإنجليزية)
- طومي كاش على موقع أول ميوزيك (الإنجليزية)
- طومي كاش على موقع ديسكوغز (الإنجليزية)
- طومي كاش على موقع قاعدة بيانات الفيلم (الإنجليزية)